# Philadelphia Sphas
Los Philadelphia Sphas, también escrito en ocasiones SPHAs o SPHAS, fueron un equipo de baloncesto estadounidense que jugó en la EBL y en la ABL, además de pasar varios años como equipo de exhibición. Tenía su sede en la ciudad de Filadelfia, Pensilvania.

## Historia
El equipo lo creó en 1917 Eddie Gottlieb como amateur. Ganaron la Philadelphia League en tres ocasiones consecutivas, entre 1923 y 1925, mientras que en 1926 se organizaron una serie de partidos especiales ante los Original Celtics y los New York Rens, derrotando a ambos, siendo proclamados oficiosamente como campeones del mundo. Ese año la liga de Filadelfia desapareció, incorporándose entonces a la Eastern Basketball League, ganando tres títulos en cuatro temporadas.
En 1933 se unieron a la recién creada ABL, donde jugaron a lo largo de 13 temporadas, consiguiendo 7 títulos de campeones.

## Trayectoria
| Año     | Liga | Temp. Regular                | Playoffs              |
| ------- | ---- | ---------------------------- | --------------------- |
| 1925/26 | EBL  | 3º (1ª mitad); 1º (2ª mitad) | No playoff            |
| 1929/30 | EBL  | 2º (1ª mitad); 1º (2ª mitad) | Campeón               |
| 1930/31 | EBL  | 1º (1ª mitad); 2º (2ª mitad) | Campeón               |
| 1931/32 | EBL  | 2º (1ª mitad); 1º (2ª mitad) | Campeón               |
| 1932/33 | EBL  | 1º (1ª mitad); 3º (2ª mitad) | Finalista             |
| 1933/34 | ABL  | 3º (1ª mitad); 1º (2ª mitad) | Campeón               |
| 1934/35 | ABL  | 2º (1ª mitad); 1º (2ª mitad) | Playoff 2ª mitad      |
| 1935/36 | ABL  | 1º (1ª mitad); 5º (2ª mitad) | Champion              |
| 1936/37 | ABL  | 2º (1ª mitad); 1º (2ª mitad) | Campeón               |
| 1937/38 | ABL  | 4º (1ª mitad); 3º (2ª mitad) |                       |
| 1938/39 | ABL  | 2º                           | Playoffs              |
| 1939/40 | ABL  | 1º                           | Campeón (Round Robin) |
| 1940/41 | ABL  | 1º (1ª mitad); 4º (2ª mitad) | Campeón               |
| 1941/42 | ABL  | 2º (1ª mitad); 3º (2ª mitad) | No playoff            |
| 1942/43 | ABL  | 2º                           | Campeón               |
| 1943/44 | ABL  | 4º (1ª mitad); 1º (2ª mitad) | Finalista             |
| 1944/45 | ABL  | 1º                           | Campeón               |
| 1945/46 | ABL  | 2º                           | Finalista             |
| 1946/47 | ABL  | 2º, Southern                 | 2ª ronda              |
| 1947/48 | ABL  | 6º                           |                       |
| 1948/49 | ABL  | 8º                           |                       |